# 질소반전
화학에서 삼각뿔형 분자기하를 가지는 암모니아 따위의 질소화합물은 빠른 질소반전(窒素反轉, 영어: nitrogen inversion)을 겪는다 분자의 안팎이 뒤집히는 것이다.

## 에너지 장벽
이 전환은 상온에서 급격하다. 에너지 장벽 (24.2 kJ/mol) 이 낮고 장벽이 좁아서 양자 터널링이 자주 일어난다. 포스핀 (PH3)의 반전은 상온에서 아주 느리다.(에너지 장벽: 132 kJ/mol).

### 광학이성질체
RR′R"N과 RR′NH 꼴의 아민은 카이랄이지만 서로 빨리 전환되어 분리가 안된다.(RR′R″HN+ 및 RR′R″R‴N+ 꼴의 암모늄염과 RR′HNO 및 RR′R″NO 꼴의 산화 아민이 광학활성 안정한 것과 대비된다.). 카이랄 포스핀, (RR′R″P and RR′PH), 설포늄염 (RR′R″S+), 설폭사이드 (RR′SO)는 대조적으로 광학안정하다.

## 예
암모니아의 반전은 1934년, 마이크로파 분광법을 통하여 발견되었다.
한 연구에 따르면, 산화된 히드로퀴논과 비교했을 때, 질소원자를 페놀 알코올기의 가까이에 배치하는 것으로, 아지리딘의 반전이 약 50배 늦춰졌다.

이 계는 산소에 의한 산화 및 아이티온산 나트륨에 의한 환원에 따라 상호변환한다.